# Adriana Arbeláez
Adriana Carolina Arbeláez Giraldo ist eine kolumbianische Politikerin der Radikalen Veränderung CR (Cambio Radical), die seit 2022 Mitglied des Repräsentantenhauses (Cámara de Representantes) ist.

## Leben
Adriana Carolina Arbeláez Giraldo absolvierte nach dem Schulbesuch ein Studium der Rechtswissenschaften an der Universidad de San Buenaventura in Cali und nahm nach der Zulassung eine Tätigkeit als Rechtsanwältin auf, wobei sie sich auf Projektleitung und -management spezialisierte. Ein postgraduales Studium im Fach Verwaltungsrecht an der Universidad Sergio Arboleda in Bogotá schloss sie mit einem Magister ab. Sie war Beraterin verschiedener öffentlichen Einrichtungen wie des Repräsentantenhauses und des Kolumbianischen Instituts für Bildungsevaluation ICFES (Instituto Colombiano para la Evaluación de la Educación) sowie Managerin für Unternehmensangelegenheiten bei Servicios Postales Nacionales S.A., der offizielle Postbetreiber (OPO) Kolumbiens, der unter der Handelsmarke 4-72 firmiert, das Land vor dem Weltpostverein vertritt und eine dem Ministerium für Informations- und Kommunikationstechnologien angegliederte Einrichtung ist. Sie begann ihr politisches Engagement in der Kommunalpolitik als Mitglied des Stadtrates von Bogotá, dessen Erste Vizepräsidentin sie 2021 war. Dabei bestand in der Sitzungsperiode 2021/2022 der Vorstand des Stadtrates von Bogotá neben ihr mit María Fernanda Rojas und Gloria Díaz nur aus Frauen. Ferner ist sie Gründerin von Tesas, einer Organisation, die sich dafür einsetzt, das Leben von Frauen und ihren Familien zu verändern.
Adriana Arbeláez wurde bei der Wahl am 13. März 2022 für die Radikale Veränderung CR (Cambio Radical) im Wahlkreis Bogotá mit 35.368 Stimmen erstmals zum Mitglied des Repräsentantenhauses (Cámara de Representantes) für die Legislaturperiode 2022 bis 2026 gewählt. Sie ist Mitglied der Ersten Verfassungskommission (Comisión Primera Constitucional), die sich insbesondere mit Themen wie Verfassungsreformen, Gesetze, territoriale Organisation, Vorschriften der Kontrollbehörden, allgemeinen Regeln für die Vergabe von Verwaltungsaufträgen, Beglaubigung und Registrierung, Struktur und Organisation der zentralen nationalen Verwaltung, Rechte, Garantien und Pflichten, Legislative, Strategien und Richtlinien für den Frieden, geistiges Eigentum und ethnische Probleme befasst. Daneben war sie in der Sitzungsperiode 2022/2023 Mitglied der Rechtskommission des Kongresses für die Gleichstellung der Frau (Comisión Legal para la Equidad de la Mujer del Congreso) sowie der Friedenskommission (Comisión de Paz). Des Weiteren befasst sie sich mit Antikorruption und öffentlicher Integrität und ist Koordinatorin der Überwachungskommission für die Arbeiten der U-Bahn von Bogotá (Metro de Bogotá) und Mitglied des parlamentarischen Blocks für Bogotá, der sich mit spezifischen Fragen und Themen für den Entwicklungsplan der Stadt befasst. Im Juni 2023 prangerte sie die zunehmende Gewalt gegenüber Politikern der Opposition durch bewaffnete Gruppen an. Im Zuge der Gesundheitsreform erklärte sie im September 2023, dass die Einrichtung eines Unterausschusses nicht überstürzt werden sollte.